# Ferenc Keresztes-Fischer

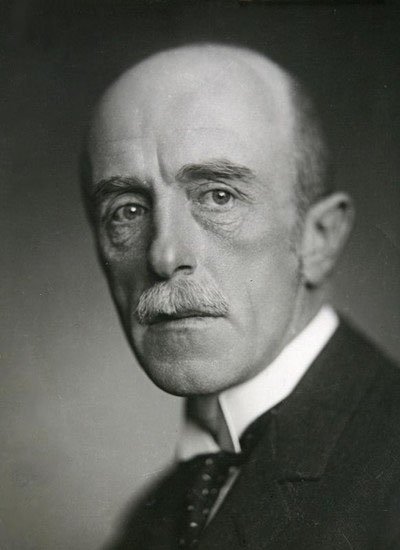
Ferenc Keresztes-Fischer (1935)

Ferenc Keresztes-Fischer (ur. 18 lutego 1881, zm. 3 marca 1948) – węgierski prawnik i polityk. Pełnił funkcję m.in. ministra spraw wewnętrznych w Królestwie Węgier. W czasie II wojny światowej zaangażowany w pomoc dla polskich uchodźców. Aresztowany przez Gestapo i więziony w Mauthausen. Patronuje jednemu z placów na terenie warszawskiego Ursynowa.